# Mont Athabasca
Pour les articles homonymes, voir Athabasca.
Le mont Athabasca, en anglais : Mount Athabasca, est une montagne située dans le champ de glace Columbia dans le parc national de Jasper en Alberta, au Canada. La montagne est baptisée en 1898 par John Norman Collie, qui réalise la première ascension le 18 août de la même année. Athabasca est un nom indien Cri signifiant « [endroit] où il y a des roseaux » qui fait référence, à l'origine, au lac Athabasca.

## Ascension

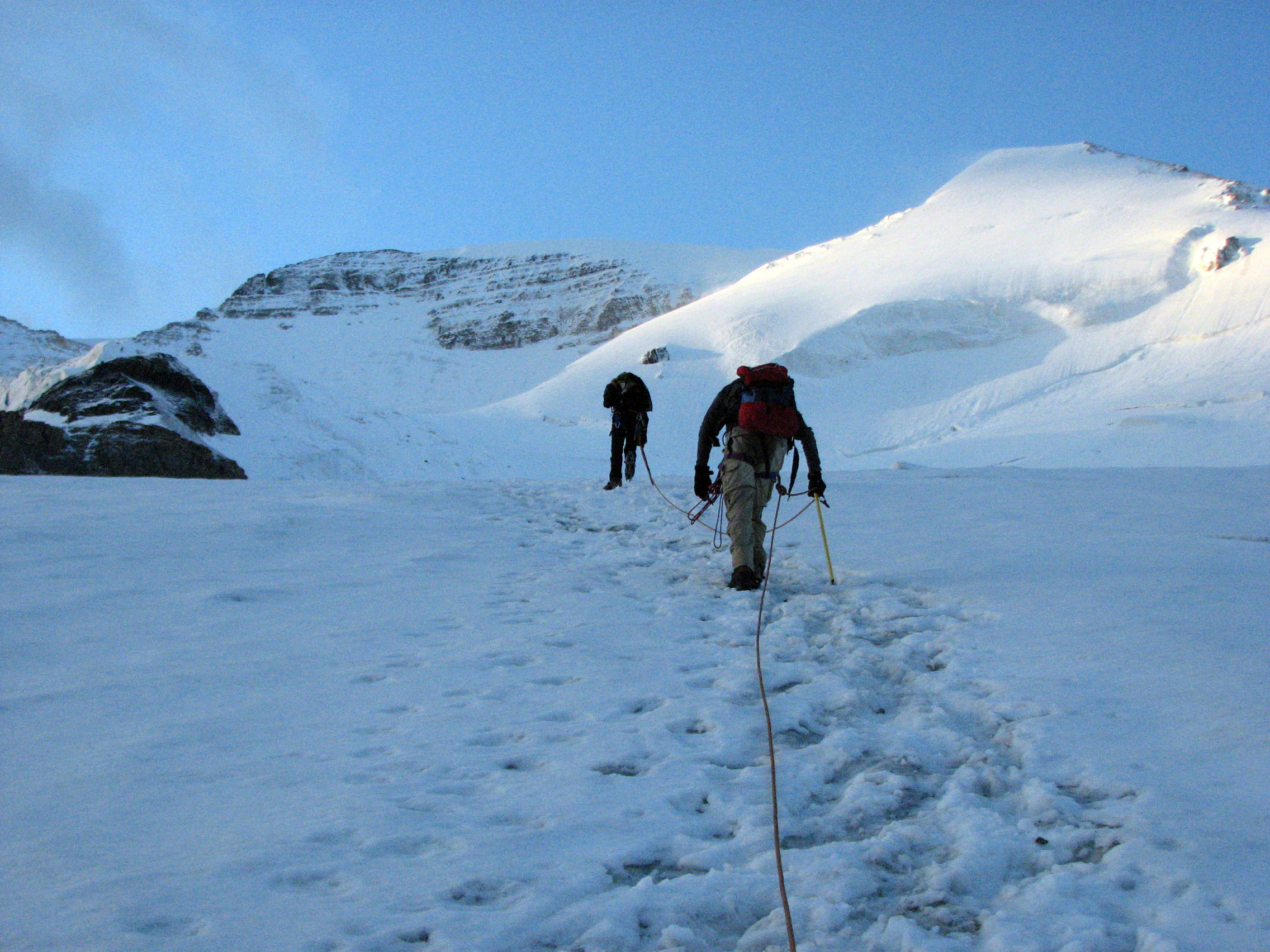
La voie « North Glacier » sur le mont Athabasca

Il existe plusieurs voies pour réaliser l'ascension du mont Athabasca :
- North Glacier (voie normale) II ;
- Silverhorn II ;
- Regular North Face III 5.8 ;
- North Ridge III 5.5 ;
- The Hourglass 300 m, III, AI3-4.